# Graafkikkers
Graafkikkers (Hemisotidae) zijn een familie van kikkers (Anura). De groep werd voor het eerst wetenschappelijk beschreven door Edward Drinker Cope in 1867. Oorspronkelijk werd de wetenschappelijke naam Sooglossinae gebruikt.
Er is maar een enkel geslacht en negen soorten. Deze kikkers leven alleen in zuidelijk Afrika. Vanwege de gravende levenswijze zijn ze in staat in relatief droge gebieden te overleven. Ook hebben alle soorten een gedrongen lichaam met korte poten en een stompe kop waardoor ze een pad-achtig uiterlijk hebben.

## Taxonomie
Familie Hemisotidae
- Geslacht Hemisus
  - Soort Hemisus barotseensis
  - Soort Hemisus brachydactylus
  - Soort Hemisus guineensis
  - Soort Hemisus guttatus
  - Soort Gemarmerde graafkikker (Hemisus marmoratus)
  - Soort Hemisus microscaphus
  - Soort Hemisus olivaceus
  - Soort Hemisus perreti
  - Soort Hemisus wittei

Allophrynidae · 
Alsodidae · 
Alytidae · 
Aromobatidae · 
Arthroleptidae · 
Myobatrachidae · 
Batrachylidae · 
Blaasoppies · 
Bombinatoridae · 
Boomkikkers · 
Brachycephalidae · 
Calyptocephalellidae · 
Ceratobatrachidae · 
Ceratophryidae · 
Conrauidae · 
Craugastoridae · 
Cycloramphidae · 
Dicroglossidae · 
Echte kikkers · 
Eleutherodactylidae · 
Fluitkikkers · 
Glaskikkers · 
Gouden kikkers · 
Graafkikkers · 
Hemiphractidae · 
Hylodidae · 
Knoflookpadden · 
Limnodynastidae · 
Megophryidae · 
Mexicaanse gravende padden · 
Micrixalidae · 
Microhylidae · 
Nasikabatrachidae · 
Nieuw-Zeelandse oerkikkers · 
Nyctibatrachidae · 
Odontobatrachidae · 
Odontophrynidae · 
Padden · 
Pelodytidae · 
Petropedetidae · 
Phrynobatrachidae · 
Pijlgifkikkers · 
Ptychadenidae · 
Pyxicephalidae · 
Ranixalidae · 
Rhinodermatidae · 
Rietkikkers · 
Scaphiopodidae · 
Schuimnestboomkikkers · 
Seychellenkikkers · 
Spookkikkers · 
Staartkikkers · 
Telmatobiidae · 
Tongloze kikkers